# Haus der Geschichte Baden-Württemberg
Das Haus der Geschichte Baden-Württemberg ist ein Museum des Landes Baden-Württemberg in Stuttgart. Es liegt an der „Stuttgarter Kulturmeile“ in der Konrad-Adenauer-Straße zwischen der Staatsgalerie und der Musikhochschule.

## Entstehung
Das Haus der Geschichte Baden-Württemberg wurde am 1. Oktober 1987 gegründet. Ein kleiner Arbeitsstab der Landesregierung entwickelte und realisierte seit 1992 erste Ausstellungen zur Landesgeschichte zunächst dezentral im Raum Baden-Württemberg. Währenddessen wurde laufend an einer ersten Dauerausstellung gearbeitet. An dem Projektteam beteiligten sich unter anderem der Landeshistoriker Otto Borst, der langjährige Museumsleiter Thomas Schnabel und die Ausstellungsleiterin Paula Lutrum-Lenger. Das Museumsgebäude wurde von Erwin Teufel initiiert und ist Teil des Stirling-Wilford-Ensembles an der Stuttgarter Kulturmeile. Die Planung für das Gebäude wurde 2002 von den Architekten Michael Wilford und Manuel Schupp beendet. Etwa zeitgleich wurde der zweite Bauabschnitt der Musikhochschule Stuttgart fertiggestellt, den ebenfalls Wilford Schupp Architekten entwarfen. Am 13. Dezember 2002 eröffnete das Haus der Geschichte Baden-Württemberg die Dauerausstellung auf einer Fläche von mehr als 2000 m2 im eigenen Haus.

## Dauerausstellung

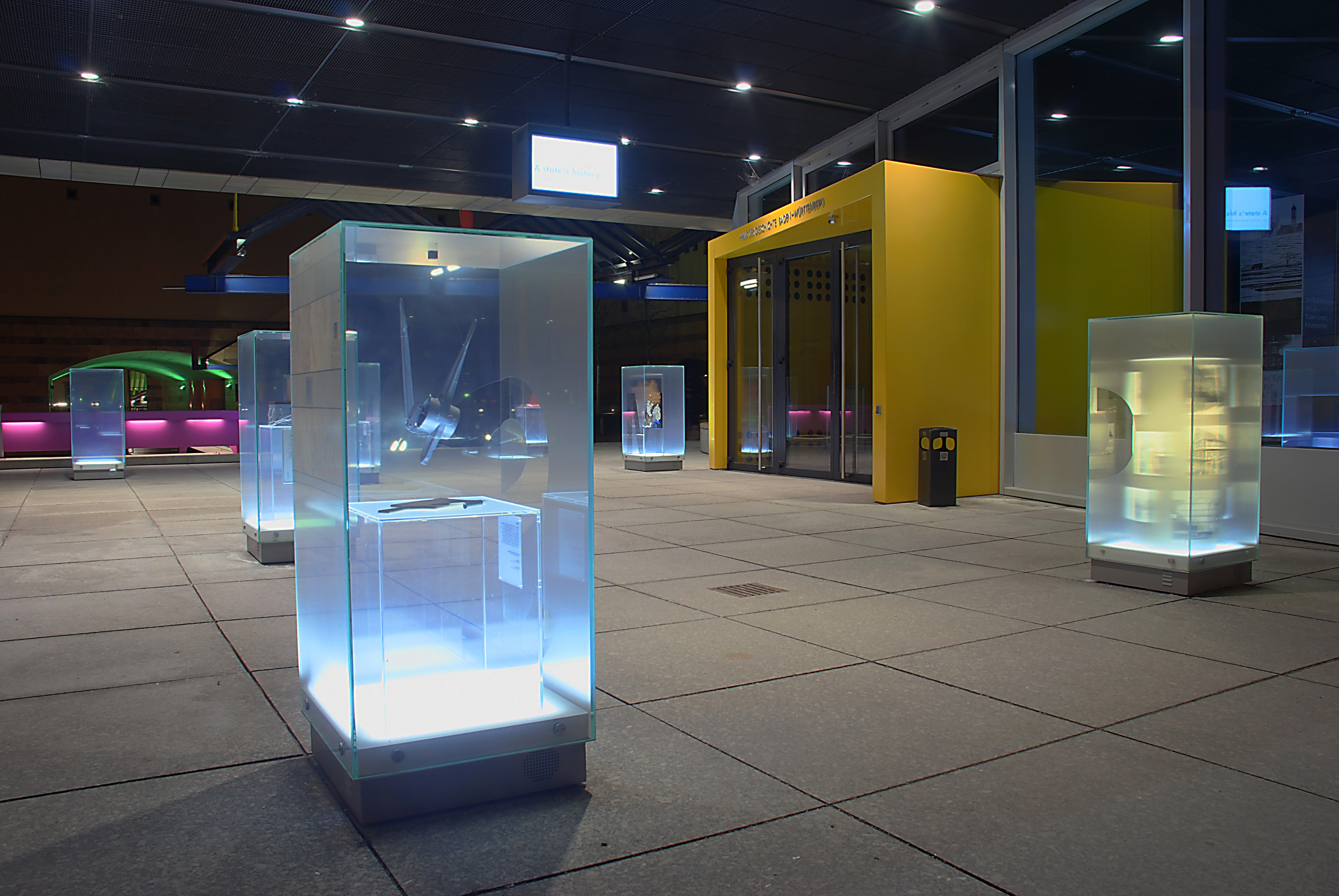
Eingangsbereich mit Vitrinen (2011)

Mit als 1.500 Originalobjekten, über 1.000 Fotografien, Filmen und Infostationen wird der Besucher mit Aspekten der Geschichte Baden-Württembergs unterhalten.
Die Dauerausstellung gliedert sich in drei Teile. Im Eingangsbereich werden 26 Gegenstände gezeigt, die als typisch für Baden-Württemberg gelten, für jeden Buchstaben des Alphabets einer. Im zweiten Teil folgen 200 Jahre Landesgeschichte im chronologischen Durchgang. Hier werden Gegenstände gezeigt, die die Geschichte der Länder Baden und Württemberg erzählen. Im dritten Teil werden die beiden Themen „Demokratie“ und „Klima“ mit Bezug zur jüngsten Geschichte Baden-Württembergs visualisiert.
Der chronologische Durchgang im zweiten Teil beginnt mit dem Reichsdeputationshauptschluss von 1803 und mündet in das Museum der Gegenwart, wo Gegenstände gezeigt werden, die heute als bedeutsam gelten.
Folgende Abschnitte aus der Geschichte werden hervorgehoben:
- 1790–1815: Territoriale Revolution
- 1815–1848: Vormärz
- 1848–1866: Die Revolution und ihre Folgen
- 1866–1914: Einbindung in den Nationalstaat
- 1914–1945: Die zwei Weltkriege und die Zwischenkriegszeit
- 1945–1972: Der Aufbau des Südweststaates
- 1972–2002: Parlamentarische Demokratie im Medienzeitalter
- Was Baden-Württemberg heute für seine Bewohner bedeutet, versucht eine multimediale Inszenierung über das „Depot in den Köpfen“ jedes Einzelnen zu beantworten.

Der Themenpark im dritten Teil der Ausstellung stellt Aktuelles in einen historischen Kontext. Hier werden Themen wie Natur und Umwelt am Beispiel des Schwarzwaldes behandelt, Wirtschaft, Urbanisierung, Religion, Migration, Partnerschaft, Ehe und Familie, Wissenschaft und Forschung sowie die Beziehungen zum Nachbarn Frankreich.
Das Konzept der Dauerausstellung wurde vom Atelier Brückner des Stuttgarter Szenografen und Architekten Uwe R. Brückner entwickelt.

## Sonderausstellungen
Ab 1987 wurde am Konzept für das Haus der Geschichte in Stuttgart gearbeitet. 1992 entstand daraus die erste Ausstellung, die noch dezentral gezeigt wurde. Nachdem 2002 das Haus der Geschichte an der Konrad-Adenauer-Straße bezogen worden war, wurden dort zahlreiche Sonderausstellungen gezeigt:
- 2004: Bildergeschichten Hannes Kilian – Fotografien und Reportagen 1944–1974.
- 2004: Zerreißprobe Frieden – Baden-Württemberg und der NATO-Doppelbeschluss.
- 2005: Zuteilungsreif – Bausparer-Geschichten aus dem Südwesten.
- 2006: Reinen Wein einschenken – Weinwelt im Wandel.
- 2007: Jud Süß – Propagandafilm im NS-Staat.
- 2008: Mythos Rommel.
- 2009: Ihr und Wir – Integration der Heimatvertriebenen in Baden-Württemberg.
- 2010: Von Bad Waldsee bis L. A. – Rupert Leser, Fotoreporter.
- 2011: Dagegen leben? Der Bauzaun und Stuttgart 21.
- 2012: Anständig gehandelt – Widerstand und Volksgemeinschaft 1933–1945.
- 2013: RAF – Terror im Südwesten.
- 2014: Fastnacht der Hölle – Der Erste Weltkrieg und die Sinne.
- 2015: Auf nackter Haut – Leib. Wäsche. Träume.
- 2017: Carl Laemmle presents... Ein jüdischer Schwabe erfindet Hollywood.
- 2018: ...denn die Zeiten ändern sich. Die 60er-Jahre in Baden-Württemberg.
- 2018: Vertrauensfragen. Der Anfang der Demokratie im Südwesten 1918–1924.
- 2020: Hut ab! Pickelhaube, Pussyhat und andere Kopfgeschichten.
- 2020–2021: Gier. Was uns bewegt.
- 2021–2022: Hass. Was uns bewegt.
- 2022–2023: Liebe. Was uns bewegt.
- 2023–2024: American Dreams.
- 2024–2025: Frei Schwimmen. Gemeinsam?!
- 2025: Stammheim 1975. Der RAF-Prozess.

Aber nach wie vor wurden und werden Ausstellungen auch für andere Orte konzipiert:
- 2008: Die Mörder sind unter uns – Der Ulmer Einsatzgruppenprozess 1958 (Stadthaus Ulm).
- 2008: Das Wunder von Bregenz – Eine Fußballausstellung (Festspielhaus Bregenz).
- 2010: "Gefühle, wo man schwer beschreiben kann" – Große Landesausstellung zum Fußball im Südwesten (Kunstgebäude Stuttgart).
- 2012: Hannes Kilian (Kunstgebäude Stuttgart).
- 2012: Liebe Deinen Nachbarn – Beziehungsgeschichten im Dreiländereck (Augustinermuseum Freiburg).
- 2023: Das KZ vor der Haustür (Erinnerungsort Hotel Silber).
- 2023–2025: Gestapo vor Gericht (Erinnerungsort Hotel Silber).

## Geschichtsvermittlung
Das Haus der Geschichte bietet ein Bildungs- und Vermittlungsangebot im Rahmen der baden-württembergischen Landesgeschichte an. Die größte Zielgruppe hierfür bilden Schulkinder und Jugendliche sowie Sprachlernende. In Führungen zu verschiedenen Epochen und Themengebieten sowie in Workshops liegt der Fokus vor allem auf dem Ausbau der Geschichtskompetenz.

## Andere Standorte
Das Landesmuseum hat neben der Zentrale Zweigstellen an anderen Orten:
- Das Turenne-Museum in Sasbach (2001)[10]
- Die Stauffenberg-Erinnerungsstätte in Stuttgart (2006)[11][12][13]
- Das Museum Hohenasperg – Ein deutsches Gefängnis in Asperg (2010)[14][12][15]

## Landesgeschichtliche Sammlung
Das Haus der Geschichte unterhält eine umfangreiche landesgeschichtliche Sammlung mit großem Fotoarchiv. Verwahrt werden u. a. folgende Fotobestände:
- Archiv des Postkartenherstellers Gebrüder Metz in Tübingen mit rund 270.000 Glasplatten-Negativen.
- Nachlass Robert Holder (1908–1987), Bad Urach
- Nachlass Leif Geiges (1915–1990), Freiburg i.Br.
- Nachlass Hannes Kilian (1909–1999), Stuttgart
- Nachlass Rupert Leser (1933–2017), Bad Waldsee

Diese werden sukzessive in einer museumsinternen Sammlungsdatenbank inventarisiert und digitalisiert.

## Kooperationsprojekt
- Museum Hotel Silber in Stuttgart (2018).[16]

## Externe Dauerausstellungen
- Matthias Erzberger
für die Erinnerungsstätte Matthias Erzberger in Münsingen (2004)[17]
- Spurensicherung: Jüdisches Leben in Hohenzollern
für die ehemalige Synagoge Haigerloch (2004)[18][19]
- Miteinander.Nebeneinander. Gegeneinander.
für das Museum zur Geschichte von Christen und Juden in Laupheim (2006)[20][21]
- Haus am jüdischen Friedhof
für das Museum zur Geschichte von Christen und Juden in Laupheim (2014)[22][23]
- Zwangsarbeiter der Fassfabrik Kurz. Die RAD-Baracke
für das Hohenloher Freilandmuseum Wackershofen (2016)[24][21]
- Carl Laemmle. Ein Laupheimer in der Welt.
für das Museum zur Geschichte von Christen und Juden in Laupheim (2018)[25][21]
- Das Eiermann Magnani Haus. Ein Architekt. Ein Pfarrer. Eine Modellsiedlung
für die Eiermann-Magnani Dokumentationsstätte in Hettingen (Buchen) (2018)[12][26]
- NS-Justiz in Stuttgart
für das Oberlandesgericht und das Landgericht in Stuttgart (2019)[27][28]

## Leitung
Leitung des Museums:
- 1989–2018: Thomas Schnabel
- 2019–2023: Paula Lutum-Lenger (Berufung Juli 2018)[29][30]

- ab 2024: Cornelia Hecht-Zeiler

## Wissenschaftlicher Beirat

### Mitglieder
Der wissenschaftlichen Beirat hat fünfzehn Mitglieder (Stand 2025).
| Julia Angster                    | Professorin für Neuere und Neueste Geschichte an der Universität Mannheim                                         |
| Stephen Brauer                   | Mitglied des Landtags von Baden-Württemberg                                                                       |
| Erwin Köhler                     | Mitglied des Landtags von Baden-Württemberg                                                                       |
| Christine Krüger                 | Professorin für Geschichte der Neuzeit der Universität Bonn                                                       |
| Jörn Leonhard                    | Vorsitzender des Beirates, Professor für Neuere und Neueste Geschichte an der Albert-Ludwigs-Universität Freiburg |
| Norwin Graf Leutrum von Ertingen | Vorstandssprecher der BW-Bank                                                                                     |
| Meron Mendel                     | Pädagoge, Publizist, Professor und Direktor der Bildungsstätte Anne Frank                                         |
| Ulrich Nieß                      | Historiker und Archivar, ehemaliger Leiter des Marchivum                                                          |
| Katja Patzel-Mattern             | Sozial- und Wirtschaftshistorikerin an der Ruprecht-Karls-Universität Heidelberg                                  |
| Wolfram Pyta                     | Professor für Neuere Geschichte an der Universität Stuttgart                                                      |
| Martin Rivoir                    | Mitglied des Landtags von Baden-Württemberg                                                                       |
| Ruth Rosenberger                 | Vertreterin des Präsidenten der Stiftung Haus der Geschichte der Bundesrepublik Deutschland                       |
| Stefanie Schneider               | Landessenderdirektorin Baden-Württemberg beim SWR                                                                 |
| Albrecht Schütte                 | Mitglied des Landtags von Baden-Württemberg                                                                       |
| Udo Stein                        | Mitglied des Landtags von Baden-Württemberg                                                                       |

Seit 2015 nehmen als Gäste an den Tagesordnungspunkten, die das Museum Hotel Silber betreffen, zwei von der Initiative Lern- und Gedenkort Hotel Silber berufene Fachwissenschaftler teil.

### Frühere Mitglieder
Gerhard Aden, Manfred Fuchs, Gabriele Haug-Moritz, Christoph Hauser, Daniel Karrais, Manfred Kern, Birgit Kipfer, Christel Köhle-Hezinger, Heiner Merz, Christine Neumann-Martin, Sylvia Paletschek, Dietmar Preißler, Martin Rivoir, Alexander Salomon, Sylvia Schraut, Franz Quarthal.